# Albin Dziekoński
Albin Dziekoński (ur. 28 kwietnia 1892, zm. 1940?) – polski poeta okresu międzywojennego, autor ośmiu zbiorów poetyckich oraz wydanego w roku 1934 poematu pt. Dramat Lucyfera.

## Życiorys
Pochodził z rodziny ziemiańskiej (Dziekońscy, herbu Korab). Dzieciństwo spędził w rodzinnym majątku Piotrowicze. Uczęszczał do szkoły średniej w Warszawie. Około 1910 wyjechał do Belgii, by podjąć studia rolnicze, przerwane po roku ze względu na pogarszający się stan zdrowia i konieczność leczenia. Po kuracji w szwajcarskim Davos przeniósł się do Lozanny, gdzie studiował romanistykę. W czasie I wojny światowej, wcielony do armii carskiej, odbył służbę w charakterze urzędnika. W 1917 roku ożenił się z Zofią Malińską, córką wileńskiego adwokata Maksymiliana Malińskiego.
Po wojnie przez krótki czas przebywał w Warszawie, którą opuścił, by osiedlić się w majątku Mohylowce w powiecie wołkowyskim.
Okoliczności śmierci Dziekońskiego nie są znane. Po wkroczeniu wojsk sowieckich na tereny II Rzeczypospolitej we wrześniu 1939, poeta został aresztowany i przewieziony do Mińska. W Mińsku przebywał przynajmniej do marca 1940. Po tej dacie wszelki ślad po nim urywa się.

## Twórczość
Jakkolwiek twórczość Dziekońskiego wymyka się jednoznacznej charakterystyce, można w niej odnaleźć elementy skamandryckiego modelu poezji oraz poetyki młodopolskiej.

## Recepcja krytyczna
Twórczość Dziekońskiego nie zdołała przebić się do szerokiej świadomości literackiej za życia poety.
Brak odzewu na wydane w roku 1920 „Bajki” był prawdopodobnie jedną z przyczyn zaniechania starań o uznanie w oczach krytyki. Po II wojnie światowej o Dziekońskim z uznaniem wypowiadał się Kazimierz Wyka, a utwory poety trafiły do antologii Poezja polska 1914-1939 pod red. Seweryna Pollaka i Ryszarda Matuszewskiego.

## Dzieła
- Bajki. Satyry. Liryka (wyd. I 1920, wyd. II 1926)
- Elegie, 1929
- Eklogi, 1931
- Motywy z miasta, 1931
- Na Zachód, 1932
- Dwa głosy, 1933
- Dramat Lucyfera, poemat, 1934
- Rzeczy podejrzane, 1936
- Zielone Mogilowce, 1939